# Sema Ramazanoğluová
Sema Ramazanoğluová (* 25. srpna 1959) je turecká politička ze Strany spravedlnosti a rozvoje (AKP), která sloužila jako ministryně rodiny a sociální politiky ve třetím kabinetu ministra Ahmeta Davutoğlu od listopadu roku 2015 do května 2016. Je druhou ministryní v Turecku, která nosí hlavu zahalenou šátkem, první je její předchůdkyně Ayşen Gürcan. Je také členkou parlamentu pro volební okrsek Denizli od listopadu 2015, kdy byla zvolena.
Předtím, než se stala ministryní, pracovala Ramazanoğluová jako poradkyně bývalého ministra Recepa Tayyipa Erdoğana v letech 2003 až 2009 a spolu s ním byla jednou ze zakladatelů strany AKP. Její sestra Selma Aliye Kavaf byla také členkou parlamentu v letech 2007 až 2011.
Ramazanoğluová byla terčem rozsáhlé kritiky a výhrůžných telefonátů kvůli své rezignaci poté, co odhalila 45 ilegálně ubytovaných dětí na ubytovnách, kterou vlastnila charitativní organizace Ensar. Kvůli své provládní náboženské výchově byla znásilněna jedním z učitelů této organizace. Sema byla zděšená z obrany této nadace a souhlasila s tím, že nadace nebude nadále financována a podporována státem.

## Mládí a kariéra
Sema Ramazanoğluová se narodila v roce 1959 v Denizli. Vystudovala univerzitu v Ankaře v oboru chirurgie a později odjela do Bernu ve Švýcarsku, kde se zajímala o oblast radiologie. Zatímco pracovala na univerzitách a v nemocnicích ve Švýcarku, aktivně podporovala turecké a islámské komunity žijící v Evropě.
Jako chiruržka pracovala 20 let v několika známých státních nemocnicích a figurovala v administraci zdraví podporujících nadací, především v ženské asociaci doktorů. Byla také členkou Kaspické výchovy, kulturní a solidární asociace. Podílela se také na zřízení soukromé kliniky v Istanbulu, kde následně i pracovala.

## Počátky politické kariéry

### Práva žen
Sema se aktivně zapojila k Úmluvě o odstranění všech forem diskriminace žen v New Yorku, kde pomáhala s prezentací a poskytování vedení v přípravě zpráv týkajících se Turecka. Kromě OSN se také zapojila v jiných mezinárodních organizacích, které se zabývaly jednáním s ženami v moderním světě. Reprezentovala také svou politickou stranu AKP na desítkách událostí ohledně problémů vnímaní žen v Turecku a islámském světě. Psala i sloupky do časopisu Ženy a rodina (Kadın ve Aile).

### Strana spravedlnosti a rozvoje
V roce 2001 byla u vzniku Strany spravedlnosti a rozvoje (APK) a stala se její členkou. V roce 2003 byla zvolena ve straně MKYK a poté byla znovu zvolena v roce 2006. Ve straně fungovala až roku 2009.

## Osobní život
Jejím manželem je Yıldırım Mehmet Ramazanoğlu, který je také politikem.